# Seriolina nigrofasciata
Seriolina nigrofasciata (Rüppell, 1829), comunemente noto come ricciola fasciata  è un pesce osseo marino appartenente alla famiglia Carangidae. È l'unica specie appartenente al genere Seriolina. Viene spesso utilizzato incorrettamente per questa specie il sinonimo Seriola nigrofasciata.

## Descrizione
L'aspetto generale di Seriolina nigrofasciata è complessivamente simile a quello dei membri del genere Seriola come la ricciola mediterranea. La prima pinna dorsale con raggi spinosi scompare negli adulti. Gli esemplari maturi sono bluastri o scuri sul dorso e biancastri o bruni sul ventre. Sul dorso e i fianchi degli esemplari giovani ci sono da 5 a 7 bande scure spesso non distinte con andamento obliquo.
La taglia massima nota è di 70 cm, la taglia media è sui 50 cm. 5,2 kg è il peso massimo registrato.

## Distribuzione e habitat
Diffuso nelle parti tropicali dell'Indo-Pacifico compreso il mar Rosso. Vive nei pressi della parte esterna delle barriere coralline, sempre su fondi duri. È stata catturata da 20 a 150 metri di profondità.

## Biologia
S. nigrofasciata, al contrario della maggioranza dei carangidi, è una specie solitaria. I giovanili sono associati alle alghe galleggianti. Gli adulti possono occasionalmente seguire grandi pesci pelagici come gli squali balena.

### Alimentazione
Si nutre di gamberetti, pesci e cefalopodi.

## Pesca
Questa specie non ha grande importanza per la pesca commerciale nonostante che le carni siano ottime. Viene commerciato sia fresco che sotto sale.